# Staraja Witschuga
Staraja Witschuga (russisch Ста́рая Ви́чуга) ist eine Siedlung städtischen Typs in der Oblast Iwanowo in Russland mit 5325 Einwohnern (Stand 14. Oktober 2010).

## Geographie
Der Ort liegt gut 60 km Luftlinie nordöstlich des Oblastverwaltungszentrums Iwanowo an der Witschuschanka, die wenig nördlich von links in den rechten Wolga-Nebenfluss Sunscha mündet.
Staraja Witschuga gehört zum Rajon Witschugski, befindet sich etwa sechs Kilometer nordwestlich von dessen Verwaltungszentrum Witschuga und ist Sitz und einzige Ortschaft der Stadtgemeinde Starowitschugskoje gorodskoje posselenije.

## Geschichte

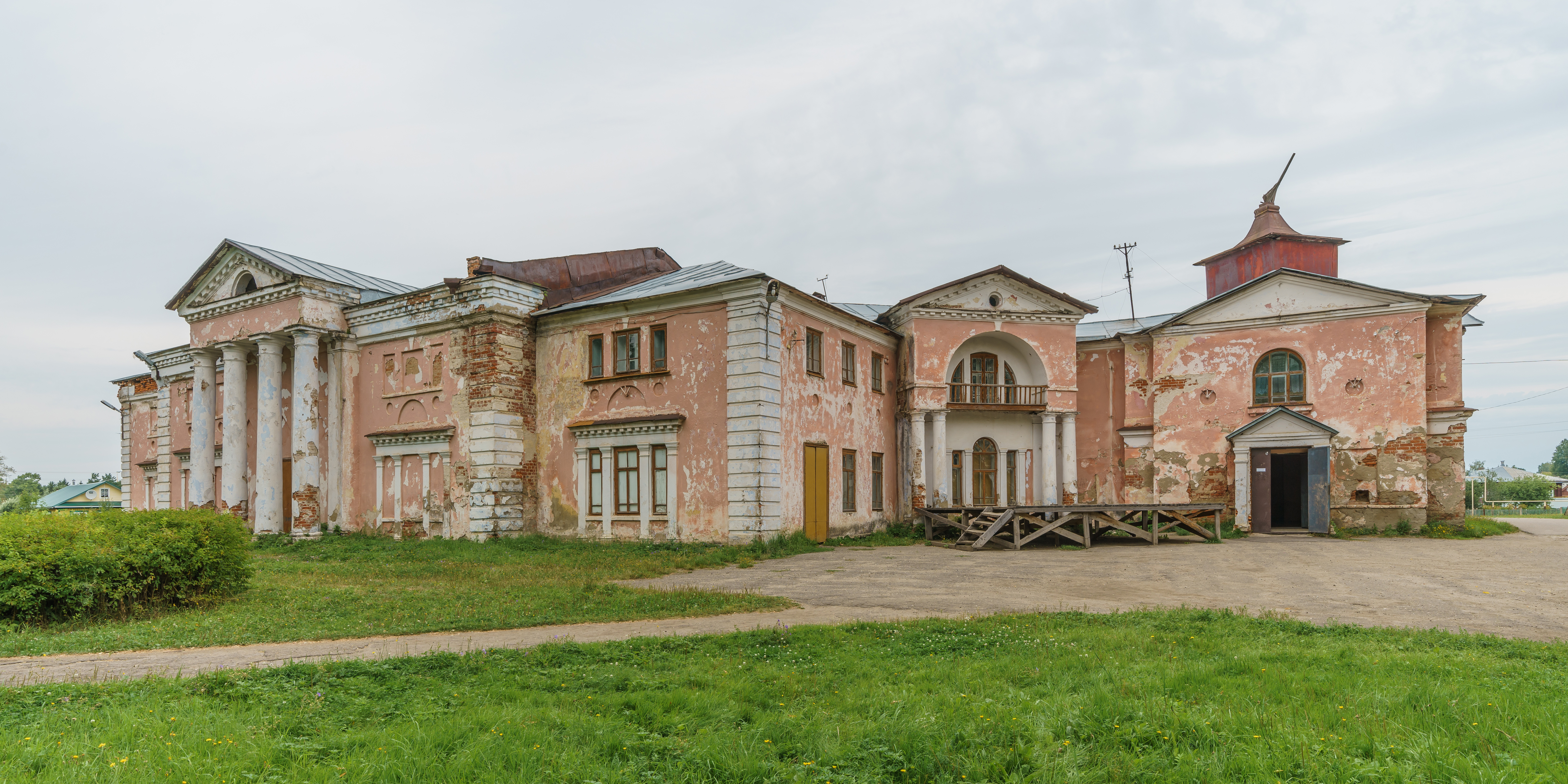
Ehemaliges Tatischtschew-Haus in Staraja Witschuga

Der Ort wurde erstmals 1504 als Dorf Witschjuga im Testament des Moskauer Großfürsten Iwan Wassiljewitsch urkundlich erwähnt. Der Name ist finno-ugrischen Ursprungs. Im späten 18. Jahrhundert ließ dort der Graf und Generalleutnant Sergei Tatischtschew ein bis heute relativ gut erhaltenes  Palastensemble errichten. In dieser Periode sowie im Verlauf des gesamten 19. Jahrhunderts siedelten sich wie in der ganzen umliegenden Region Unternehmen der Textilindustrie an.
1871 wurde die Bahnstrecke Iwanowo – Kineschma einige Kilometer südöstlich vorbeigeführt. Die in der Umgebung der dortigen Bahnstation Witschuga entstandenen Textilbetriebe und zugehörigen Arbeitersiedlungen überflügelten bald das alte Dorf wirtschaftlich und nach Einwohnerzahl. Zusammengefasst wurden sie zunächst als Nowaja Witschuga („Neu-Witschuga“) bezeichnet und erlangten 1925 als Witschuga die Stadtrechte. In Folge erhielt das ursprüngliche Dorf den Namen Staraja Witschuga („Alt-Witschuga“). 1938 wurde es selbst Siedlung städtischen Typs.

### Bevölkerungsentwicklung
| Jahr | Einwohner |
| ---- | --------- |
| 1939 | 3978      |
| 1959 | 5801      |
| 1970 | 6094      |
| 1979 | 6007      |
| 1989 | 6191      |
| 2002 | 5797      |
| 2010 | 5325      |

Anmerkung: Volkszählungsdaten

## Verkehr
Staraja Witschuga wird östlich von der Regionalstraße 24K-111 umgangen, die Schuja über Rodniki und Witschuga mit Kineschma verbindet. In Witschuga befindet sich an der Strecke (Iwanowo –) Jermolino – Kineschma auch die nächstgelegene Bahnstation.